# Murchison (Teksas)
Murchison – miasto w Stanach Zjednoczonych, w stanie Teksas, w hrabstwie Henderson.